# Annelies de Leede
Annelies L. M. de Leede (Schiedam, 1958) is een Nederlands ontwerper en docent productontwerp aan de Hogeschool van Amsterdam.

## Levensloop

### Jeugd, opleiding en eerste werken
De Leede is geboren in Schiedam. Van 1982 tot 1985 studeerde ze aan de Academie voor de Beeldende Kunst in Arnhem, waar ze afstudeerde in de afdeling productvormgeving. Daarna vestigde ze zich in Rotterdam.
In 1986 ontving ze de Prijs voor jonge ontwerpers bij de Nederlandse Meubelprijzen voor haar ontwerp van een chaise longue met draaibaar ruggedeelte. In die tijd ontwierp ze ook houten schalen.
Begin jaren 1990 deed zij onderzoek bij het Europees Keramisch Werkcentrum (EKWC) in Den Bosch naar het recyclen van keramiek. Uit keramische scherven en andere geglazuurd afval vervaardigde ze een serie keramische schalen die qua uitstraling lijken op die van de ouderwetse aanrechten van graniet. Het procédé dat Van de Leede heeft ontwikkeld voor het keramisch hergebruik leent zich volgens TNO ook perfect voor het maken van lekvrije rioleringsbuizen. In 1994 startte ze met Liesbeth Bonekamp het ontwerpbureau Oak om deze techniek verder te toe te passen.

### Verdere werkzaamheden
Enkele van haar keramische schalen zijn in productie genomen door Goods, en maakte in 1996 deel uit van de expositie Thresholds: Contemporary Design from the Netherlands in het Museum of Modern Art (MoMA). Met het ontwerpbureau Oak ontwierp De Leede voor het Nationaal Glasmuseum het museumjaarobject van 1997. Ook maakte ze ontwerpen voor de Glasfabriek Leerdam, een van deze ontwerpen is ook opgenomen in de collectie van het Glasmuseum.  Hiernaast was ze enige tijd werkzaam geweest bij de kunst- en vormgeving-afdeling van PTT Nederland.
Van 1992 tot 1997 was De Leede ook docent op de Design Academy Eindhoven, waar ze les gaf samen met Ed Annink, Peter Moreels, Ronald Lewerissa, Ton Haas en Peer de Bruyn.  Daarna was ze vier jaar docent aan de Haagse Hogeschool, en sinds 2012 is ze docent productontwerp aan de Hogeschool van Amsterdam.

## Exposities, een selectie
- 1988. Annelies de Leede; Memphis Designers; Berliner Zimmer, TC Design Centrum Schiedam.[6]
- 1990. Avant Garde Festival, Moskou.[14]
- 1996. Thresholds: Contemporary Design from the Netherlands, MoMa New York.[9]
- 1999.  Vormgevingsmanifestatie in Museum Waterland, Purmerend.[15]
- 2000. Re-play, Vormgevingsgalerie Vivid, Rotterdam.[7][16]
- 2006. Lost & Found, werk van 22 ontwerpers. Studio Hergebruik, Rotterdam.[17]

## Publicaties
- The power of making; The physical model as a design tool for product design students, Graduate Thesis and Educational project, Master of Education in Arts, Piet Zwart Institute Rotterdam, June 2016.